# Zoopark Leningrad
Zoopark Leningrad (ros. Ленингра́дский зоопа́рк) znany również jako Zoo w Sankt Petersburgu, Sankt-Pietierburgskij Zoopark (ros. Санкт-Петербу́ргский зоопа́рк) – ogród zoologiczny znajdujący się w dzisiejszym Sankt Petersburgu (dawniej Leningrad), w Parku Aleksandra, na Piotrogrodzkiej Stronie. Założony w 1895 r. przez Sophię i Juliusa Gebhardtów.

## Historia

### 1865-1871

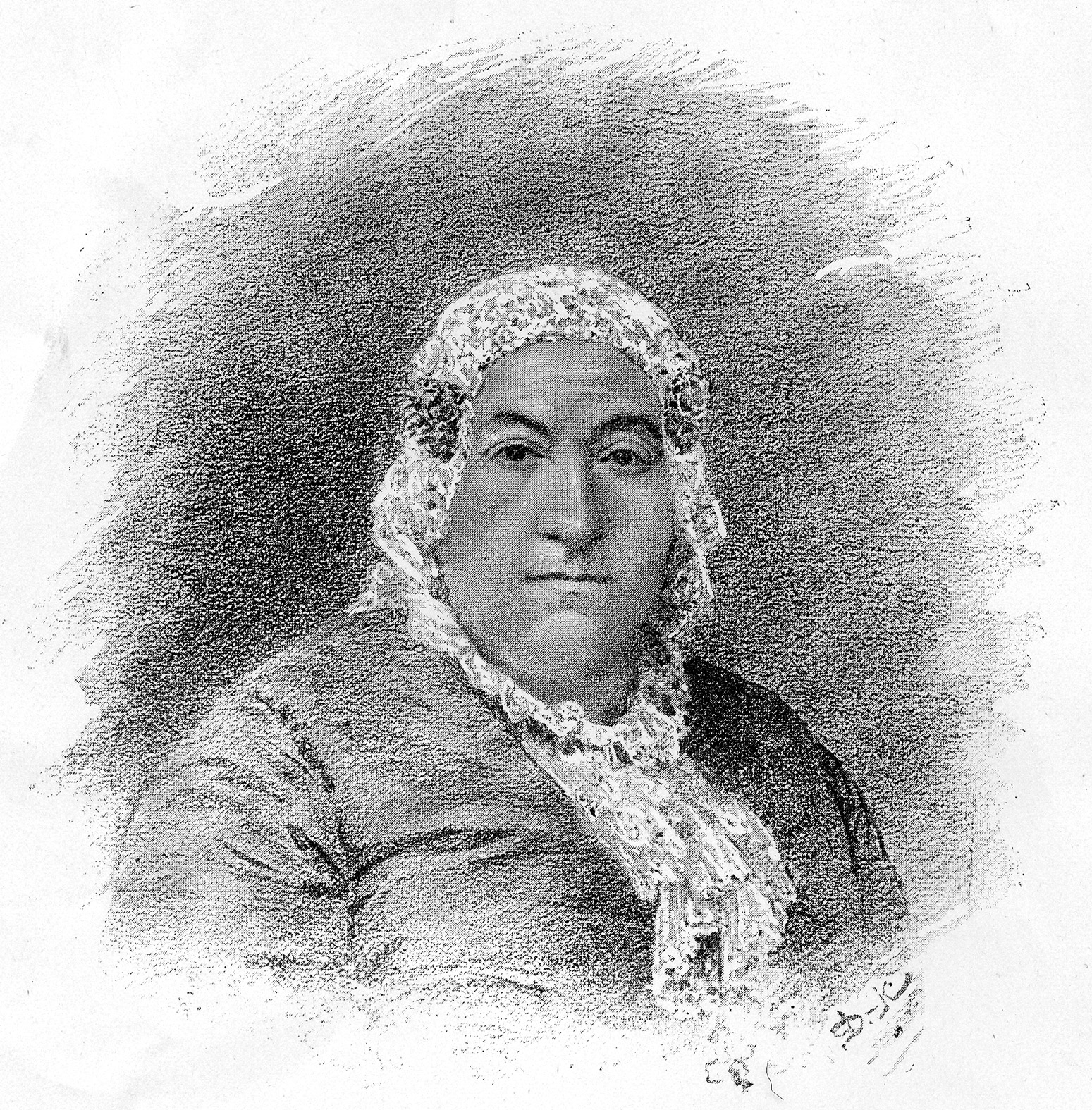
Sophia Gebhardt – założycielka i pierwsza współwłaścicielka Petersburskiego Ogrodu Zoologicznego

Założycielami i zarazem pierwszymi właścicielami byli holenderscy imigranci – Sophia i Julius Gebhardt. Sophia początkowo zajmowała się sprzedażą tradycyjnych holenderskich wafli zwanych stroopwafel. Osiągnąwszy finansowy sukces rozszerzyła swoją działalność, otwierając m.in. teatr lalek i muzeum figur woskowych. Jeszcze przed założeniem zoo, Sophia wraz z mężem, doktorem zoologii Juliusem Gebhardtem, zajmowała się prezentowaniem egzotycznych okazów zwierząt.. Początkowo zwierzęta były atrakcją objazdowej menażerii, później umieszczone zostały w sklepie Sophii, w petersburskim Pasażu. Wśród wystawionych tam zwierząt znajdowały się papugi, małpy i krokodyle, wspomniane w jednym z opowiadań Fiodora Dostojewskiego. W listopadzie 1864 r. Gebhardtowie wystosowali do generalnego gubernatora Petersburga – Aleksandra Suworowa – petycję o przyznanie terenu na założenie ogrodu zoologicznego. Dzięki koneksjom Gebhardtów prośba została rozpatrzona pozytywnie, a przyznany im teren zwolniony został z czynszu na najbliższe 20 lat, pod warunkiem, że będą dbali o utrzymanie ścieżek i drzew, a także umożliwią  uczniom państwowych placówek oświatowych bezpłatne zwiedzanie ogrodu trzy lub cztery razy w roku. Pierwsza kolekcja liczyła ok. 200 zwierząt należących do 70 gatunków, m.in. lew, tygrys, jaguar, serwal, nilgau, żółwie i pawie.
Komisja odpowiedzialna za wydanie pozwolenia na dalszą działalność, mimo że zaopiniowała funkcjonowanie ogrodu pozytywnie miała zastrzeżenia w kwestii spełniania warunków definicji ogrodu zoologicznego. Przewodniczący komisji, minister spraw wewnętrznych Piotr Wałujew stwierdził, że: nie był to ogród zoologiczny, a raczej menażeria umieszczona w ogrodzie.
Mimo zainteresowania, jakie wśród mieszkańców Petersburga wzbudziło otwarcie menażerii, inwestycja Gebhardtów okazała się nie tak dochodowa, jak przewidywali. Dodatkowo w pierwszych miesiącach funkcjonowania okazało się, że błędy wynikające z braku doświadczenia w prowadzeniu ogrodu zoologicznego (brak odpowiednich schronień poskutkował śmiercią wielu zwierząt w okresie zimowym) przyczyniły się do problemów finansowych ogrodu. Aby przywrócić rentowność inwestycji, wiosną 1866 r. Sophia otworzyła na terenie zoo farmę mleczną i bufet, gdzie sprzedawano produkty mleczne pochodzące od specjalnie w tym celu sprowadzonych z Holandii krów. Zoo zmagało się z problemami finansowymi, a władze miasta odmawiały przyznania dotacji finansowej.   

### 1873-1897

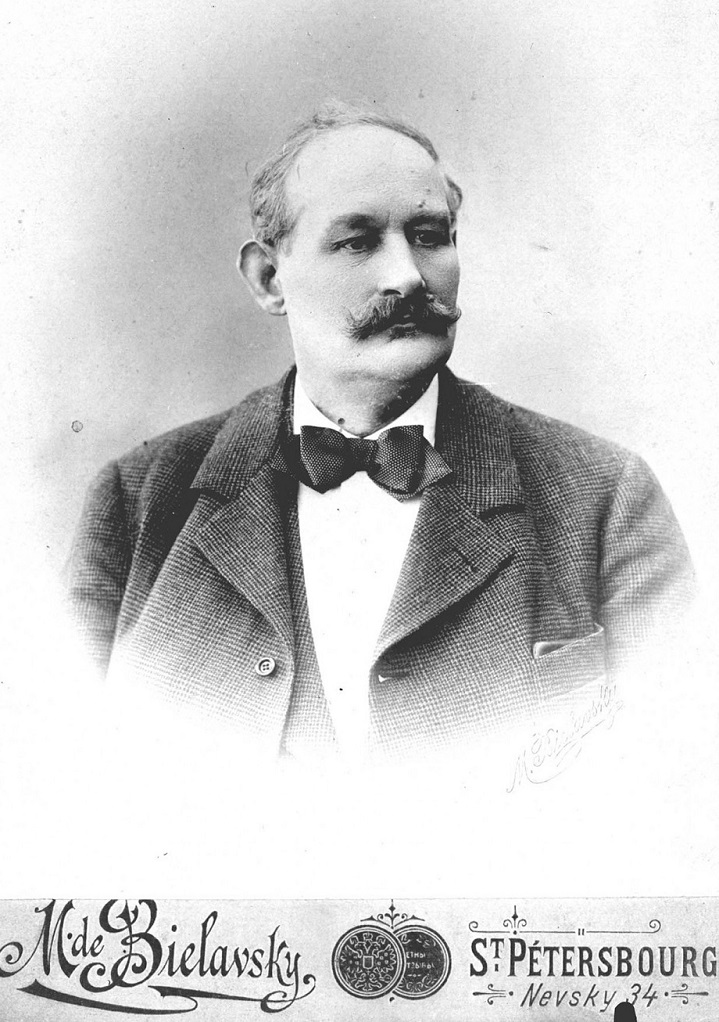
Ernst Rost – drugi mąż Sophii Gebhardt, dyrektor zoo w latach 1873-1897

W 1871 r. podczas podróży celem pozyskania nowych gatunków Julius Gebhardt zachorował na cholerę i zmarł. Sophia starała się uchronić zoo przed bankructwem, w tym celu poślubiła niemieckiego przedsiębiorcę – Ernsta Rosta. Ernst sfinansował powstanie na terenie zoo restauracji, sceny letniej oraz teatru krytego, gdzie odbywały się koncerty orkiestry dętej, a później symfonicznej. Nowy dyrektor zmodernizował także infrastrukturę, w zoo zainstalowano kanalizację, dostęp do bieżącej wody, a oświetlenie wymieniono z gazowego na elektryczne, zasilane przez własną elektrownię. Umożliwiło to niemal całodobowe zwiedzanie zoo oraz korzystanie z pozostałych znajdujących się na jego terenie obiektów. Liczne grono odbiorców przyciągały również organizowane od 1879 r. tzw. wystawy etnograficzne, podczas których prezentowano mieszkańców różnych regionów świata w ich tradycyjnych strojach, z przedmiotami codziennego użytku. Podczas wystaw prezentowani byli m.in. Pigmeje, Kaffirowie, czy Nubijczycy.
Zoo w Petersburgu w okresie dyrektorowania Rosta osiągało również powodzenie w hodowli zwierząt. Rost, który nie był z wykształcenia zoologiem, zasięgał porad od ekspertów, nie tylko w Rosji, ale także zagranicą. Dzięki wdrożeniu zaleceń angielskich zoologów, z którymi Rost spotykał się podczas wizyty w londyńskim zoo, petersburski ogród zoologiczny został trzecią na świecie tego typu placówką, w której z sukcesem udało się rozmnożyć hipopotamy. W latach 1873-1900 w zoo hodowano 53 gatunki zwierząt, w tym hienę centkowaną, kangura olbrzymiego i kitankę lisią.

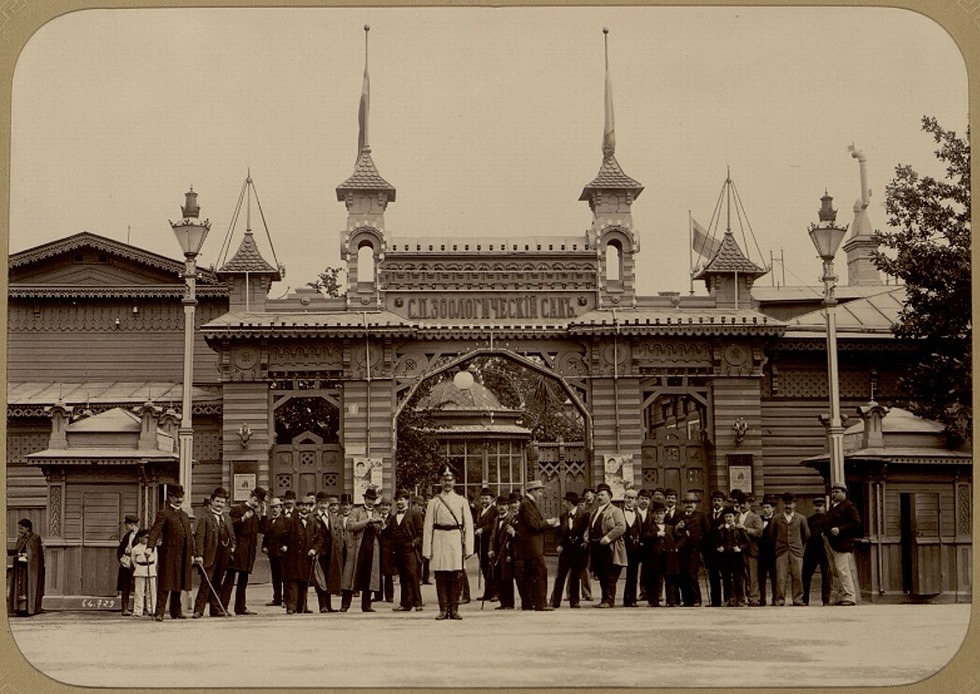
Stara brama zoo, ok. 1890 r.

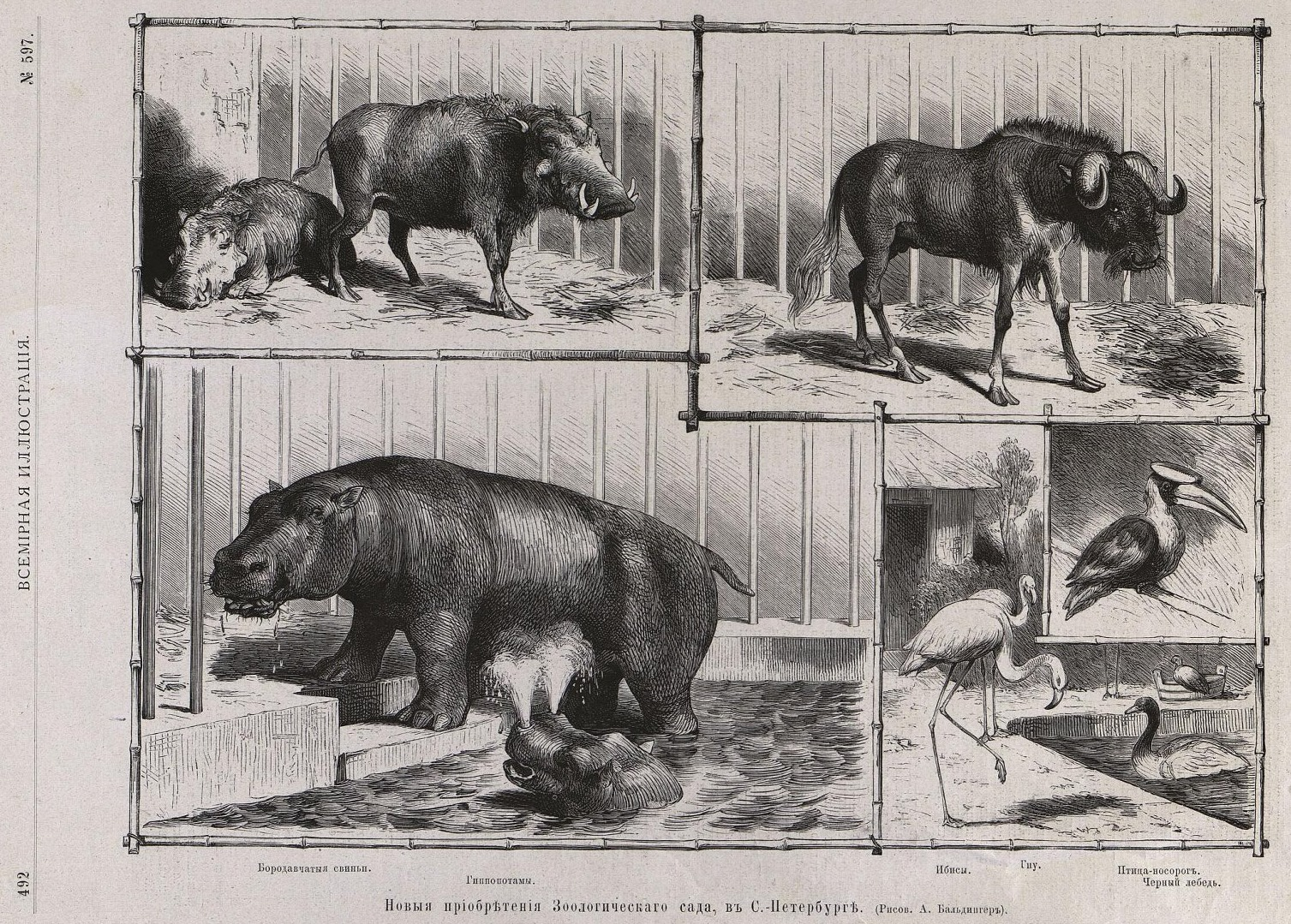
Reklama informująca o nowych nabytkach zoo (świnie brodate, antylopa gnu, hipopotamy, flamingi, dzioborożec, łabędź czarnoszyi) ok. 1880 r.

Finansowy sukces, osiągnięty dzięki zbudowaniu komercyjnych obiektów na terenie ogrodu umożliwił zakup egzotycznych gatunków, takich jak żyrafy, orangutany i mrówkojady, które przyciągały jeszcze więcej klientów. Rosnąca popularność ogrodu zwracała także uwagę sponsorów, którzy wspierali zoo nie tylko darowiznami finansowymi, lecz także przekazywali zwierzęta z prywatnych menażerii. Car Aleksander II ofiarował parę słoni indyjskich, książę oldenburski – mandryla, wielki książę Aleksander Michajłowicz – lamparta i koreańskie konie Jeju, a oficerowie z korwety «Rynda» – niedźwiedzia polarnego.
W 1885 r. wygasł okres bezpłatnego użytkowania gruntu, mimo to Rost dalej finansował rozwój ogrodu realizując kolejne inwestycje. Dwa lata później zmarła Sophia, pierwotna właścicielka ogrodu zoologicznego. Komercyjny sukces Ernsta Rosta zwrócił uwagę władz miasta, które zaczęły domagać się coraz wyższego czynszu za dzierżawę gruntu. W 1897 r. Rost, sprzedał zoo i powrócił do Niemiec. Pod koniec XIX w. zoo zamieszkiwało 1161 zwierząt.

### 1900-1917
W następnych latach ogrodem zarządzali różni dyrektorzy, sytuacja finansowa instytucji oraz dobrostan zwierząt pogarszały się, część okazów została przeniesiona do moskiewskiego zoo. Ogród zoologiczny podupadł i został zamknięty w 1909 r.

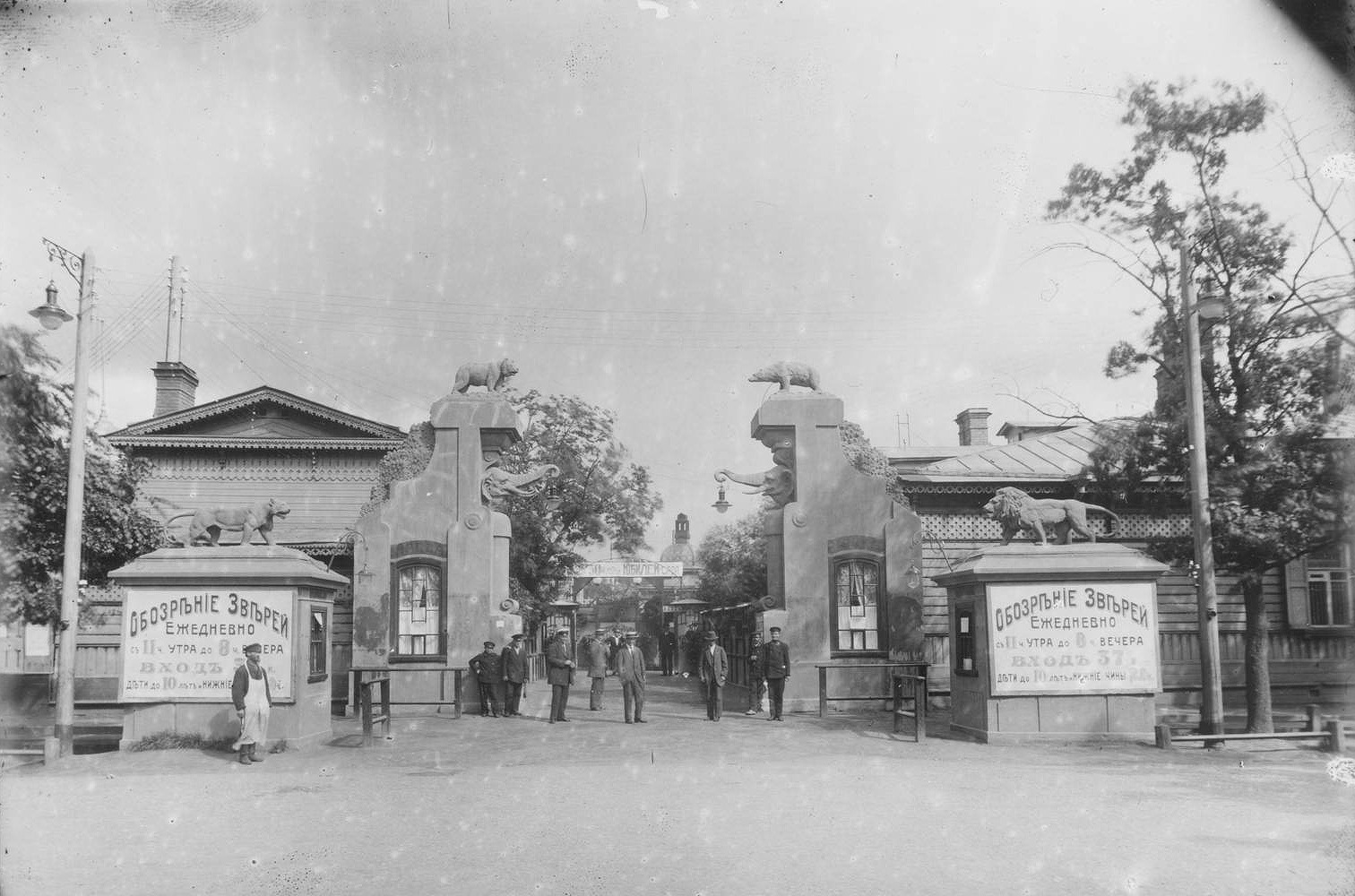
Brama petersburskiego zoo zaprojektowana przez N. Stukowa, ok. 1910 r.

We wrześniu 1910 r. nowym dyrektorem zoo został artysta dramatyczny Siemion Nowikow. W czasie jego kadencji w zoo rozpoczęto remont klatek i budynków, budowę nowych wybiegów oraz wykopano staw dla ptactwa wodnego. Nowikowowi udało się także pozyskać nowe zwierzęta. Zoo ponownie otwarto w sezonie letnim 1911 r..

### 1917-1941
W 1917 r. po rewolucji bolszewickiej ogród zoologiczny został znacjonalizowany. Po przejęciu z rąk prywatnych do państwowych w zoo zwiększono nacisk na działalność naukową. Do zarządzania ogrodem powołano Radę Naukową, działającą w latach 1918-1941. W skład rady wchodzili nie, jak wcześniej, biznesmeni, a naukowcy, tacy jak Walentin Bianchi, Walentin Dogel i Leon Orbeli. Pod nowym kierownictwem utworzono bibliotekę, wysyłano ekspedycje naukowe oraz utworzono Koło Młodych Zoologów. W latach 1930-1940 prowadzono rozmnażanie niedźwiedzi polarnych, w okresie tym na świat przyszło 40 osobników. W obliczu rozwoju ogrodu pod kątem naukowym rozważano przeniesienie zoo w inne miejsce, na teren dzisiejszego parku Udelnego. Plany te przerwały działania działania zbrojne na terenie ZSRR.

### 1941-1944
Po wybuchu wielkiej wojny ojczyźnianej część zwierząt ewakuowano z Leningradu do Kazania. W obliczu zamknięcia pierścienia oblężenia wokół miasta, część dużych drapieżników, których nie zdążono wywieźć została zastrzelona. Już pierwszego dnia blokady Leningradu – 8 września 1941, podczas niemieckiego zginęły pierwsze zwierzęta, w tym słonica Betty. Lokalizacja ogrodu, w czasach pokoju będąca zaletą, podczas oblężenia okazała się problematyczna. Zoo zlokalizowane było w pobliżu fabryk oraz znajdującej się w Twierdzy Pietropawłowskiej baterii dział przeciwlotniczych – celów niemieckich nalotów i ostrzału. Mimo wszechobecnych w mieście zniszczeń i głodu zoo funkcjonowało niemal przez cały okres blokady (zostało czasowo zamknięte zimą 1941-1942).  
Rada miejska, zamiast nakazać ubój i zjedzenie całej reszty, przyznała zoo specjalne racje siana i warzyw korzeniowych, dzięki którym – a także przy niezwykłym oddaniu i poświęceniu ze strony personelu – udało się utrzymać przy życiu przez pierwszą zimę w oblężeniu aż osiemdziesiąt pięć zwierząt. Jak odkryli pracownicy zoo, lisy, gronostaje, szopy pracze i sępy można było przekonać do zjedzenia „warzywnej mieszanki” złożonej z otrębów, makuchów i ziemniaków, jeśli tylko wcześniej namoczono ją w niewielkiej ilości krwi albo wywarze kostnym. Bardziej wybredne były tygrysy, sowy i orły, którym taką samą mieszankę trzeba było wszyć w skórę królika albo świnki morskiej. 
Ówczesny dyrektor – Nikołaj Sokołow obserwował zachowania zwierząt i ich reakcje na ostrzał artyleryjski:
Pawiany i małpy, zauważał, dostawały podczas ostrzałów napadów histerii, ale za to szybko przyzwyczaiły się do balonów zaporowych, wobec snopów światła ze szperaczy i flar okazywały natomiast „normalną ciekawość”. Kompletnie niewzruszony pozostawał zaś niedźwiedź, nawet gdy jeden z pocisków rozerwał jego klatkę, on „spokojnie leżał, liżąc sobie łapę”. Podobnie zimną krew zachowała syberyjska kozica górska; kiedy jedna z wielkich bomb spadła na jej zagrodę, znaleziono ją wpatrującą się z lekkim zainteresowaniem w świeżo powstały lej. Struś emu natomiast był „kompletnie niewrażliwy na cokolwiek”, zapewne – jak sądził Sokołow – ze względu na swój „ograniczony intelekt”.
Część pracowników (głównie mężczyźni) została wysłana na front, ok. 20 pracownic nadal zajmowało się swoimi podopiecznymi. Aby oszczędzić czas, siły (które ze względu na braki w wyżywieniu i tak były nadwątlone) oraz by móc towarzyszyć przestraszonym zwierzętom podczas nalotów niektóre pracownice spały na terenie ogrodu. Jednym z symboli poświęcenia pracowników jest historia opieki nad samicą hipopotama – Ślicznotką, przez jej opiekunkę Eudokię Iwanowną Daszynę. Za swoją postawę podczas blokady miasta, szesnastu pracowników zostało odznaczonych medalem „Za obronę Leningradu”. W 1944 r. po przełamaniu blokady Leningradu, w zoo rozpoczęto prace remontowe.

### Po II wojnie światowej
Po zakończeniu II wojny światowej leningradzkie zoo odbudowywało swoją pozycję. W 1951 r. kolekcja liczyła już ok. 150 gatunków zwierząt. Do zoo sprowadzono zwierzęta, które doczekały się później licznego potomstwa. W 1956 r. do Leningradu przyjechała para żyraf: Malczik i Juliette, która wydała na świat rekordową liczbę – 12 młodych. W 1965 r.,w setną rocznicę funkcjonowania zoo zaprezentowano projekt przebudowy zoo, nie został on jednak zrealizowany. 

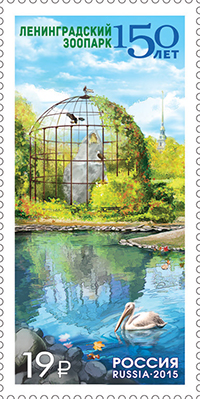
Znaczek wyemitowany z okazji 150. rocznicy powstania ogrodu zoologicznego

Mimo przywrócenia miastu dawnej nazwy w 1991 r., ogród zoologiczny nadal funkcjonował jako Zoopark Leningrad. Decyzję taką podjęto, aby upamiętnić okres funkcjonowania zoo podczas blokady Leningradu.
W najstarszym budynku zoo – pawilonie niedźwiedzi utworzono muzeum, opowiadające o historii leningradzkiego ogrodu zoologicznego w latach 1941-1944.
Obecnie zoo zamieszkuje ponad 3 tysiące zwierząt, należących do ok. 600 gatunków.